# Maja Szpotańska
Maja Szpotańska (ur. 30 listopada 1978) – polski pilot oraz kierowca rajdowy.
W rajdach samochodowych startuje jako Majka Szpotańska. Mieszka w Warszawie. Dwukrotny Mistrz Polski w Rajdach Samochodowych. Największe sukcesy odnosiła pilotując Piotra Wypycha (starty zakończone zdobyciem tytułu Rajdowego Samochodowego Mistrza Polski – klasa N2 samochód Citroën Saxo – rok 2003) oraz Marcina Paseckiego (starty zakończone zdobyciem tytułu Rajdowego Samochodowego Mistrza Polski – klasa A7 samochód Peugeot 206 RC – rok 2005). W 2007 uczestniczyła jako pilot Marcina Turskiego w 3 rajdach zaliczanych do cyklu Rajdowych Samochodowych Mistrzostw Polski startując w samochodzie Subaru Impreza N12 w zespole Statoil Rally Team.